# Alured
Alured (ou Alfred) († 31 juillet 1160) est un prélat anglais du XIIe siècle devenu évêque de Worcester.

## Biographie
Alured était au service du roi Henri, probablement Henri II. Il a été consacré avant le 13 avril 1158,.
Il meurt le 31 juillet 1160.